# Église Sainte-Jeanne-d'Arc de Nice
 (novembre 2012).
Si vous disposez d'ouvrages ou d'articles de référence ou si vous connaissez des sites web de qualité traitant du thème abordé ici, merci de compléter l'article en donnant les références utiles à sa vérifiabilité et en les liant à la section « Notes et références ».
Pour les articles homonymes, voir Église Sainte-Jeanne-d'Arc.
L’église Sainte-Jeanne-d'Arc est une église catholique située à Nice, dans le quartier de Fuon-Cauda et réputée pour son architecture originale. Elle est dédiée à sainte Jeanne d’Arc.

## Historique
Dès 1913 fut décidée la construction d'une église à cet emplacement. La première pierre fut posée en 1914 et l'on bâtit les fondations et une crypte sous la conduite de l'architecte niçois Castel. La mort de ce dernier et la Première Guerre mondiale entraînèrent l'abandon des travaux. En 1926, la construction reprit suivant les plans de l'architecte parisien Jacques Droz. Elle s'acheva en 1933.
L'église est classée monument historique par arrêté du 12 juin 1992. Des travaux de restauration ont été entrepris en 2009. L'édifice a reçu le label « Patrimoine du XXe siècle ».

## Caractéristiques
L'utilisation de la technique du voile de béton armé, récente à cette époque, a permis une construction de style futuriste, influencée par l'Art déco. Trois grandes coupoles en forme d'ovoïdes sont supportées par quatre piliers et soutenues par huit autres coupoles de plus petite taille, ce qui permet l'établissement d'un impressionnant volume intérieur. À l'origine, les coupoles devaient être recouvertes de plaques de cuivre mais elles ne furent pas posées pour des raisons budgétaires.
Le clocher, haut de 64 mètres, à flèche élancée et ajourée, est censé représenter le cierge pascal. Sa forme angulaire contraste avec les courbes des coupoles.
Réalisées entre 1934 et 1935, les fresques intérieures d'Eugène Klementieff représentent les stations du Chemin de La Croix et s’inspirent du cubisme russe, des icônes orthodoxes et du Quattrocento.
L'église est quelquefois surnommée la « meringue » en raison de sa couleur blanche.
Anciennement, le sous-sol de l'église abritait le cinéma Jeanne-d'Arc dont l'entrée se trouvait au 7 rue Charles-Péguy.

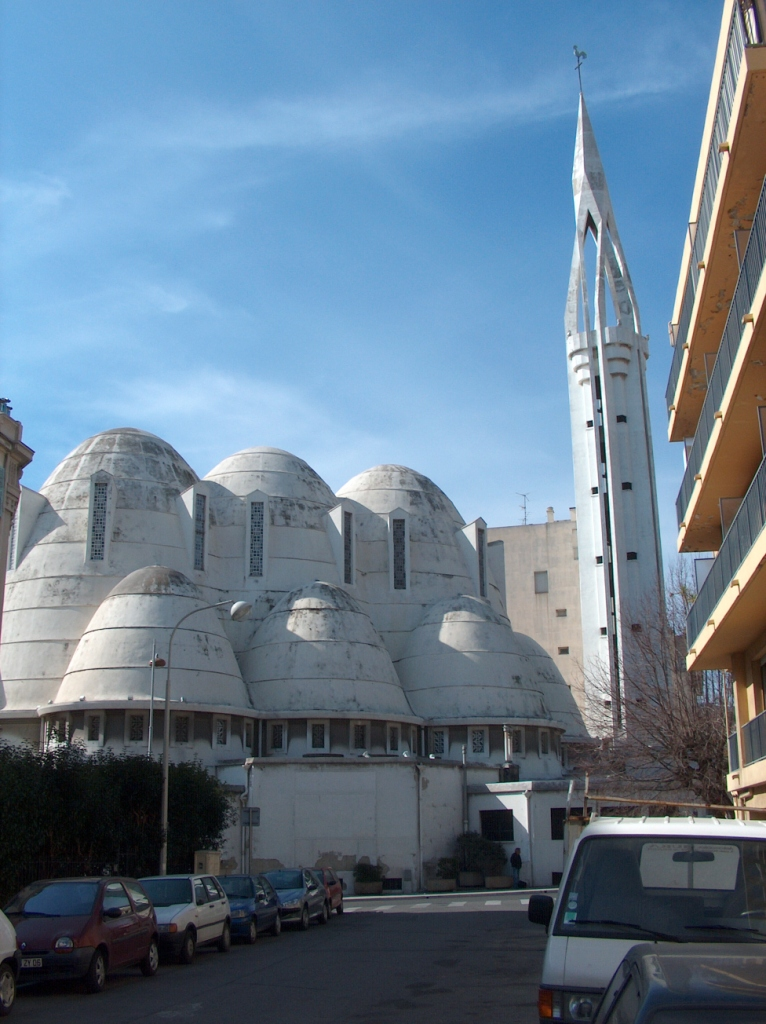
Les coupoles ovoïdales et le clocher.
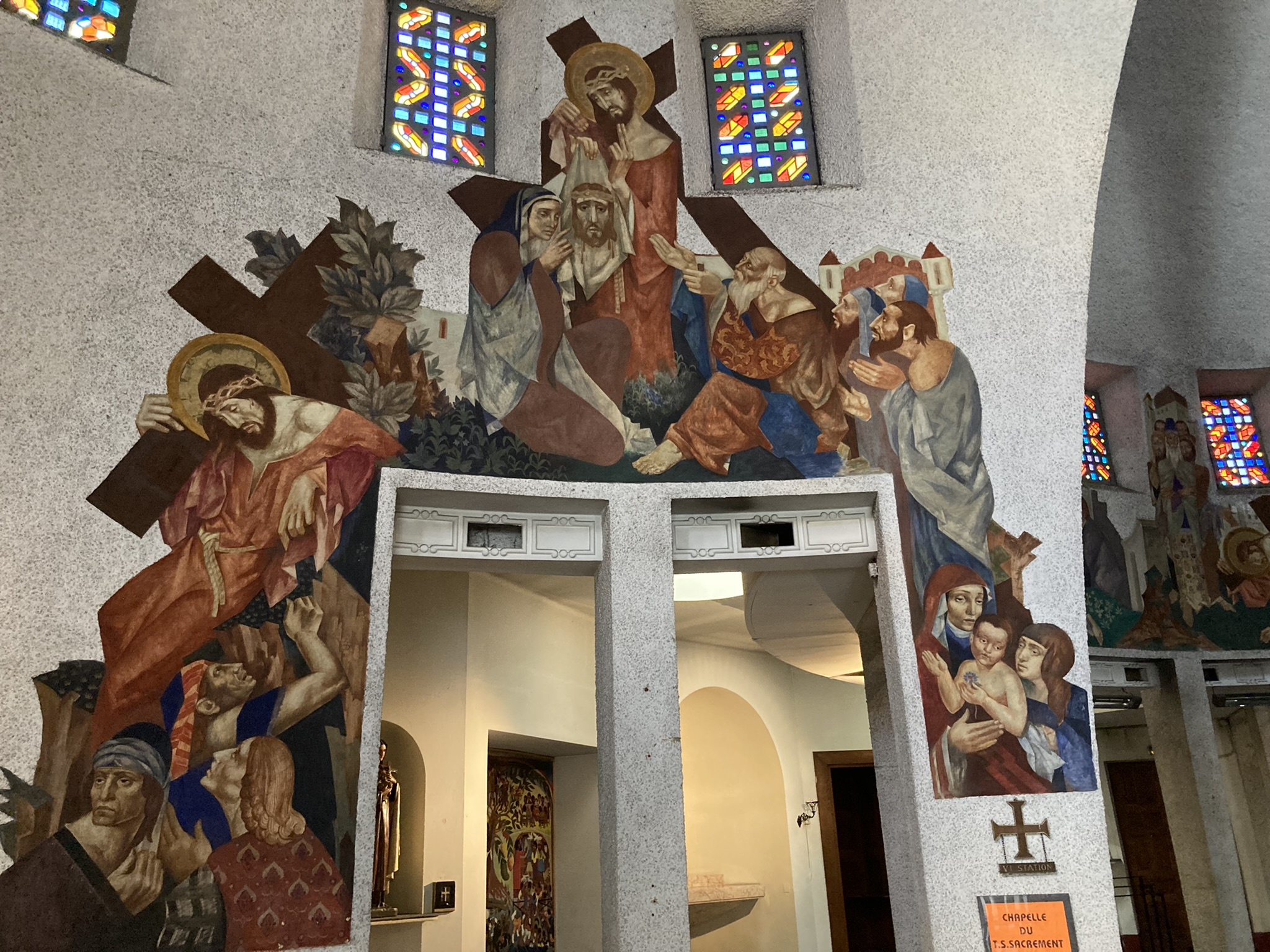
Fresque de l’église Sainte-Jeanne-d’Arc, Nice, réalisée entre 1934 et 1935 par Eugène Klementieff.

### Vidéographie
- L'église Sainte-Jeanne-d'Arc, reportage de France 3 Nice, 2011